# Challenger de Little Rock 2022
El torneo Little Rock Challenger 2022 fue un torneo de tenis perteneció al ATP Challenger Tour 2022 en la categoría Challenger 80. Se trató de la 18.ª edición, el torneo tuvo lugar en la ciudad de Little Rock (Estados Unidos), desde el 30 de mayo hasta el 5 de junio de 2022 sobre pista dura bajo techo de tierra batida al aire libre.

## Jugadores participantes del cuadro de individuales
| Favorito | País                      | Jugador             | Rank1 | Posición en el torneo |
| -------- | ------------------------- | ------------------- | ----- | --------------------- |
| 1        | Bandera de Estados Unidos | Jeffrey John Wolf   | 126   | Primera ronda         |
| 2        | Bandera de Ecuador        | Emilio Gómez        | 152   | Segunda ronda         |
| 3        | Bandera de Estados Unidos | Christopher Eubanks | 157   | Segunda ronda         |
| 4        | Bandera de Australia      | Jason Kubler        | 160   | CAMPEÓN               |
| 5        | Bandera de Estados Unidos | Michael Mmoh        | 176   | Primera ronda         |
| 6        | Bandera de Turquía        | Altuğ Çelikbilek    | 180   | Primera ronda         |
| 7        | Bandera de Australia      | Rinky Hijikata      | 234   | Segunda ronda         |
| 8        | Bandera de China Taipéi   | Tung-lin Wu         | 248   | FINAL                 |

- 1 Se ha tomado en cuenta el ranking del 23 de mayo de 2022.

### Otros participantes
Los siguientes jugadores recibieron una invitación (wild card), por lo tanto ingresan directamente al cuadro principal (WC):
- Brandon Holt
- Ben Shelton
- Donald Young

Los siguientes jugadores ingresan al cuadro principal tras disputar el cuadro clasificatorio (Q):
- Román Andrés Burruchaga
- Murphy Cassone
- Strong Kirchheimer
- Gilbert Klier Júnior
- Adrián Menéndez Maceiras
- Zachary Svajda

## Campeones

### Individual Masculino
- Jason Kubler  derrotó en la final a  Tung-lin Wu, 6–0, 6–2

### Dobles Masculino
- Andrew Harris /  Christian Harrison derrotaron en la final a  Robert Galloway /  Max Schnur, 6–3, 6–4